# Radoslav Bečejac
Radoslav Bečejac est un footballeur yougoslave puis serbe né le 21 décembre 1941 à Žitište. Il évoluait au poste de milieu de terrain.

## Biographie

### En club
Radoslav Bečejac est joueur du Proleter Zrenjanin de 1956 à 1963,.
Il est transféré au Partizan Belgrade en 1964.  Avec le club yougoslave, il est sacré Champion de Yougoslavie en 1965,.
Radoslav Bečejac joue durant la campagne 1965-1966 de la Coupe des clubs champions. Il est titulaire lors de la finale perdue contre le Real Madrid 1-2.
En 1967, il rejoint le NK Olimpija Ljubljana, club qu'il représente jusqu'en 1973,. 
Après une dernière saison en Colombie avec l'Independiente Santa Fe, il raccroche les crampons,.

### En équipe nationale
International yougoslave, il reçoit 12 sélections en équipe de Yougoslavie pour aucun but marqué entre 1965 et 1970,.
Il joue son premier match en équipe nationale le 9 mai 1965 contre l'Angleterre (match nul 1-1) en amical.
Il dispute un match de qualifications pour la Coupe du monde 1966  le 16 juin 1965 contre la Norvège (défaite 0-3 à Oslo).
Il dispute trois matchs dans le cadre des qualifications pour l'Euro 1968.
Son dernier match est une rencontre amicale contre le 8 avril 1970 contre l'Autriche (match nul 1-1 à Sarajevo).

## Palmarès
| Partizan Belgrade - Coupe des clubs champions : - Finaliste : 1965-66. - Championnat de Yougoslavie (1) : - Champion : 1964-65. |